# Svinningegård
Svinningegård er en lille herregård ved hovedvejen, 1 km øst for Svinninge på Sjælland. Den er dannet i 1783 af C. A. Castenschiold.
Svinningegård Gods er på 314 hektar, heraf omkring 1/10 til solceller.
Egentlig kan man finde de jorder, som Castenschiold købte i 1783 som en ejendom, der handles i 1777, hvor Lente Adeler fra Adelerborg sælger ejendommen den 3. juni til pastor Nissen i Hjembæk. Nissen får ejendommen fordi han har været kautionist for sin fader, der var død inden han havde fået skøde på sit køb. Nissen sælger til Castenschiold i 1783. Det, der blev handlet, var Svinninge Kirke med tilhørende Bøndergods.

## Ejere af Svinningegård
- (1783-1804) Carl Adolf Castenschiold
- (1804-1810) A. Ross
- (1810) P. N. Nygaard
- (1810-1811) J. Th. de Neergaard
- (1811-1812) F. P. Jensen
- (1812-1813) Ludvig Grandjean
- (1813) N. Bang
- (1813-1817) Joseph Flairieux
- (1817-1850) Harald Rothe
- (1850-1858) Carl Ludvig Wittrock
- (1858-1874) Fritz Müller
- (1874-1876) C. van Deurs
- (1876-1877) C. G. P. Hansen
- (1877-1881) F. P. Møller / G. Reé
- (1881-1910) U. A. de Fine Skibsted
- (1910-1918) O. J. Knipschildt
- (1918-1929) Ernst H. F. Knipschildt
- (1929-1944) Niels Thorvald Danielsen
- (1944-1982) Henning Hansen-Nord (svigersøn)
- (1982-1996) Henning Hansen-Nord / Karsten Hansen-Nord (søn)/ Michael Hansen-Nord (bror)
- (1996-2005) Karsten Hansen-Nord / Michael Hansen-Nord
- (2005-2017) Peter Hansen-Nord (bror)
- (2017-nu) Simon Peter Hansen-Nord